# Torcé-Viviers-en-Charnie
Torcé-Viviers-en-Charnie és un municipi francès situat al departament de Mayenne i a la regió de País del Loira. L'any 2007 tenia 729 habitants.

## Demografia

### Població
El 2007 la població de fet de Torcé-Viviers-en-Charnie era de 729 persones. Hi havia 304 famílies de les quals 84 eren unipersonals (52 homes vivint sols i 32 dones vivint soles), 104 parelles sense fills, 92 parelles amb fills i 24 famílies monoparentals amb fills.
La població ha evolucionat segons el següent gràfic:
Habitants censats

### Habitatges
El 2007 hi havia 405 habitatges, 303 eren l'habitatge principal de la família, 67 eren segones residències i 35 estaven desocupats. 391 eren cases i 11 eren apartaments. Dels 303 habitatges principals, 225 estaven ocupats pels seus propietaris, 73 estaven llogats i ocupats pels llogaters i 5 estaven cedits a títol gratuït; 4 tenien una cambra, 18 en tenien dues, 56 en tenien tres, 81 en tenien quatre i 144 en tenien cinc o més. 230 habitatges disposaven pel capbaix d'una plaça de pàrquing. A 139 habitatges hi havia un automòbil i a 128 n'hi havia dos o més.

### Piràmide de població
La piràmide de població per edats i sexe el 2009 era:
| Homes | Edats   | Dones |
| ----- | ------- | ----- |
| 4     | 95 o +  | 0     |
| 0     | 90 a 94 | 0     |
| 8     | 85 a 89 | 12    |
| 0     | 80 a 84 | 8     |
| 16    | 75 a 79 | 24    |
| 40    | 70 a 74 | 4     |
| 16    | 65 a 69 | 52    |
| 8     | 60 a 64 | 8     |
| 24    | 55 a 59 | 16    |
| 16    | 50 a 54 | 32    |
| 28    | 45 a 49 | 8     |
| 40    | 40 a 44 | 20    |
| 8     | 35 a 39 | 36    |
| 36    | 30 a 34 | 28    |
| 28    | 25 a 29 | 24    |
| 16    | 20 a 24 | 12    |
| 24    | 15 a 19 | 12    |
| 28    | 10 a 14 | 20    |
| 36    | 5 a 9   | 20    |
| 24    | 0 a 4   | 20    |

## Economia
El 2007 la població en edat de treballar era de 437 persones, 316 eren actives i 121 eren inactives. De les 316 persones actives 290 estaven ocupades (157 homes i 133 dones) i 26 estaven aturades (14 homes i 12 dones). De les 121 persones inactives 55 estaven jubilades, 33 estaven estudiant i 33 estaven classificades com a «altres inactius».

### Ingressos
El 2009 a Torcé-Viviers-en-Charnie hi havia 311 unitats fiscals que integraven 752 persones, la mediana anual d'ingressos fiscals per persona era de 14.289 €.

### Activitats econòmiques
Dels 18 establiments que hi havia el 2007, 1 era d'una empresa extractiva, 1 d'una empresa alimentària, 1 d'una empresa de fabricació de material elèctric, 2 d'empreses de fabricació d'altres productes industrials, 2 d'empreses de construcció, 5 d'empreses de comerç i reparació d'automòbils, 1 d'una empresa financera, 3 d'empreses de serveis i 2 d'empreses classificades com a «altres activitats de serveis».
Dels 5 establiments de servei als particulars que hi havia el 2009, 1 era un taller de reparació d'automòbils i de material agrícola, 1 paleta, 1 electricista i 2 perruqueries.
Dels 2 establiments comercials que hi havia el 2009, 1 era una botiga de menys de 120 m² i 1 una fleca.
L'any 2000 a Torcé-Viviers-en-Charnie hi havia 65 explotacions agrícoles que ocupaven un total de 2.414 hectàrees.

## Equipaments sanitaris i escolars
El 2009 hi havia una escola elemental.

## Poblacions més properes
El següent diagrama mostra les poblacions més properes.